# 維戈峰
46°05′14″N 10°35′31″E / 46.08719°N 10.59206°E
維戈峰（義大利語：Corno di Vigo），是意大利的山峰，位於該國北部，由特倫蒂諾-上阿迪傑大區負責管轄，屬於阿達梅洛-普雷薩內拉阿爾卑斯山脈的一部分，海拔高度2,939米，每年平均降雨量1,357毫米。